# Краснознаменка (Ленинградская область)
Краснознаменка (до 1948 — Риихисюрья, фин. Riihisyrjä) — посёлок в Первомайском сельском поселении Выборгского района Ленинградской области.

## Название
Финское название Риихисюрья означает «овин на краю». Это название деревня получила, вероятно, благодаря занимаемому местоположению — в стороне от дороги Кивеннапа — Рауту.
Весной 1947 года в деревню прибыли пять семей колхозников-переселенцев из Кировской области, которые объединились в колхоз «Красное Знамя». 
В 1948 году общее собрание трудящихся приняло решение переименовать деревню в Залесье, но комиссия по переименованию не утвердила его, и присвоила деревне наименование Краснознаменка.
Переименование было закреплено указом Президиума ВС РСФСР от 13 января 1949 года.

## История
О деревне упоминается в списках 1559 года, на то время в ней имелось 7 налогооблагаемых домохозяйств. 

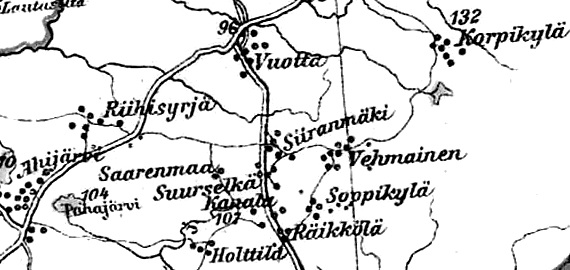
Деревня Риихисюрья на финской карте 1923 года

До 1939 года деревня Риихисюрья входила в состав волости Кивеннапа Выборгской губернии Финляндской республики. Деревня насчитывала 53 дома.
Согласно данным 1966, 1973 и 1990 годов посёлок Краснознаменка входил в состав Первомайского сельсовета.
В 1997 году в посёлке Краснознаменка Первомайской волости проживал 1 человек, в 2002 году постоянного населения не было.
В 2007 году в посёлке Краснознаменка Первомайского СП проживал 1 человек, в 2010 году постоянного населения не было.

## География
Посёлок располагается в южной части района на автодороге 41А-025 (Ушково — ур. Гравийное) близ места пересечения её автодорогой 41К-457 (подъезд к а/д «Магистральная» № 9011).
Расстояние до административного центра поселения — 4 км. 
Расстояние до ближайшей железнодорожной станции Рощино — 23 км. 
К северу от посёлка протекает река Волочаевка.

## Демография
| 1997 | 2007 | 2010 | 2017 | 2021 |
| ---- | ---- | ---- | ---- | ---- |
| 1    | →1   | ↘0   | ↗1   | ↗91  |

## Улицы
Залесская, Озёрная.